# Žalm 147

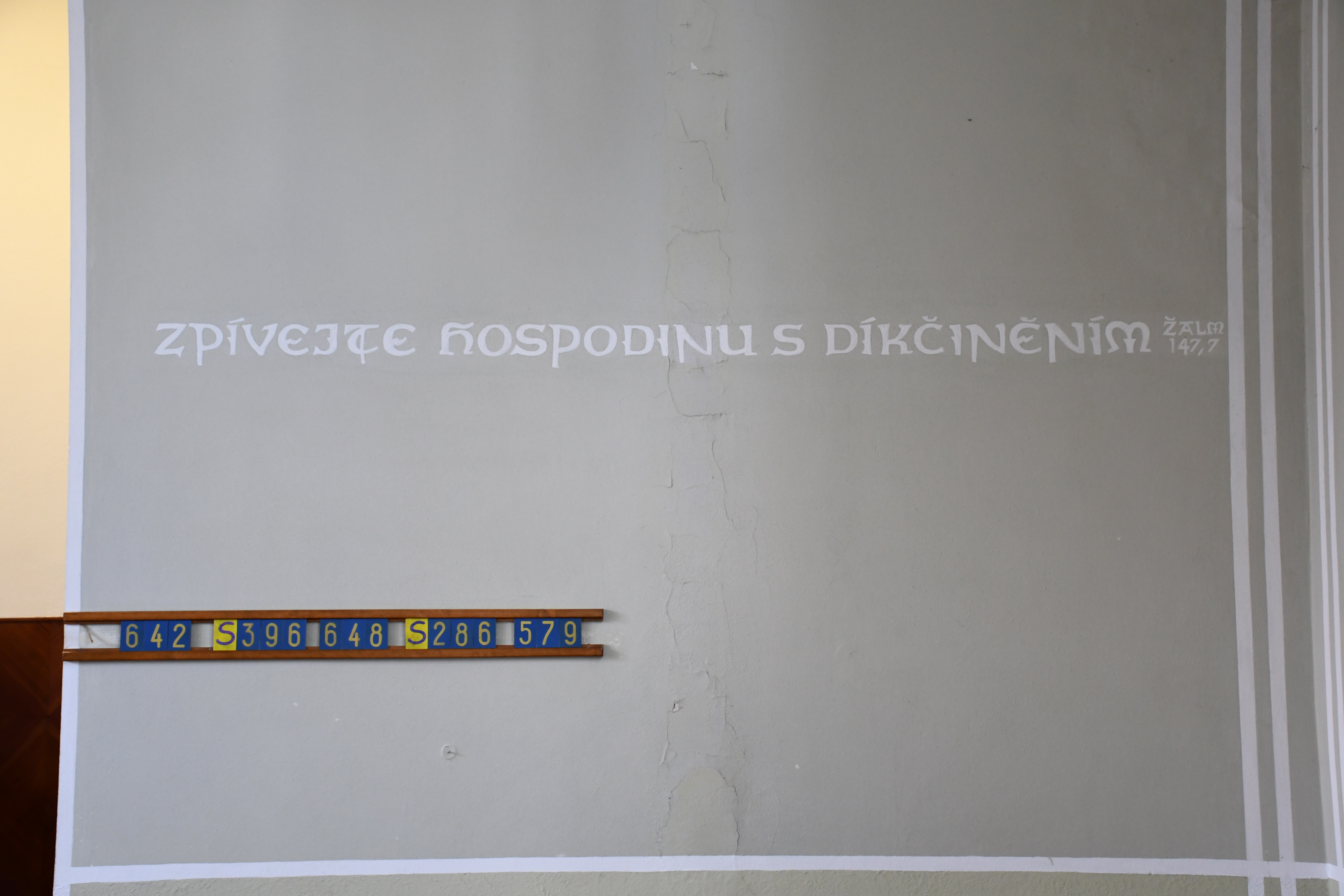
Úryvek ze 147. žalmu v Evangelickém kostele v Poličce

Žalm 147 (Je tak dobré Bohu našemu pět žalmy, lat. Laudate Dominum quoniam bonum psalmus, podle řeckého překladu je žalm rozdělen na 146 a 147, známou jako Lauda Jerusalem Dominum) je součástí starozákonní Knihy žalmů. Jedná se o chvalozpěv, který opěvuje Boží prozřetelnost především za to, že se vztahuje k společenství synů Izraele coby lidu, který jako jediný ze všech národů přijal Tóru.

## Text
| verš | hebrejský originál                                  | český překlad                                                                                   | latinský překlad (Vulgata)                                                                                        |
| ---- | --------------------------------------------------- | ----------------------------------------------------------------------------------------------- | --- |
| 1    | הַלְלוּ-יָהּ:כִּי-טוֹב, זַמְּרָה אֱלֹהֵינוּ-- כִּי-נָעִים, נָאוָה תְהִלָּה    | Haleluja. Je tak dobré Bohu našemu pět žalmy, rozkošná a líbezná je chvála.                     | [Alleluia Aggei et Zacchariae.] Laudate Dominum quoniam bonum psalmus Deo nostro sit iucunda decoraque ; laudatio |
| 2    | בּוֹנֵה יְרוּשָׁלִַם יְהוָה; נִדְחֵי יִשְׂרָאֵל יְכַנֵּס                   | Hospodin buduje Jeruzalém, shromažďuje rozehnané z Izraele,                                     | Aedificans Hierusalem Dominus dispersiones Israhel congregabit                                                    |
| 3    | הָרֹפֵא, לִשְׁבוּרֵי לֵב; וּמְחַבֵּשׁ, לְעַצְּבוֹתָם                     | uzdravuje ty, kdo jsou zkrušeni v srdci, jejich rány obvazuje.                                  | Qui sanat contritos corde et alligat contritiones illorum                                                         |
| 4    | מוֹנֶה מִסְפָּר, לַכּוֹכָבִים; לְכֻלָּם, שֵׁמוֹת יִקְרָא                 | On určuje počet hvězd, on každou vyvolává jménem.                                               | Qui numerat multitudinem stellarum et omnibus eis nomina vocans                                                   |
| 5    | גָּדוֹל אֲדוֹנֵינוּ וְרַב-כֹּחַ; לִתְבוּנָתוֹ, אֵין מִסְפָּר              | Velký je náš Pán, je velmi mocný, jeho myšlení obsáhnout nelze.                                 | Magnus Dominus noster et magna virtus eius et sapientiae eius non est numerus                                     |
| 6    | מְעוֹדֵד עֲנָוִים יְהוָה; מַשְׁפִּיל רְשָׁעִים עֲדֵי-אָרֶץ               | Hospodin se ujímá pokorných, svévolníky snižuje až k zemi.                                      | Suscipiens mansuetos Dominus humilians autem peccatores usque ad terram                                           |
| 7    | עֱנוּ לַיהוָה בְּתוֹדָה; זַמְּרוּ לֵאלֹהֵינוּ בְכִנּוֹר                 | Pějte Hospodinu píseň díků, zpívejte našemu Bohu žalmy při citeře,                              | Praecinite Domino in confessione psallite Deo nostro in cithara                                                   |
| 8    | הַמְכַסֶּה שָׁמַיִם, בְּעָבִים-- הַמֵּכִין לָאָרֶץ מָטָר;הַמַּצְמִיחַ הָרִים חָצִיר | tomu, který zahaluje nebe mračny, který připravuje zemi deště, který dává na horách růst trávě, | Qui operit caelum nubibus et parat terrae pluviam qui producit in montibus faenum et herbam servituti hominum     |
| 9    | נוֹתֵן לִבְהֵמָה לַחְמָהּ; לִבְנֵי עֹרֵב, אֲשֶׁר יִקְרָאוּ                | tomu, který zvířatům potravu dává, i krkavčím mláďatům, když křičí.                             | Et dat iumentis escam ipsorum et pullis corvorum invocantibus eum                                                 |
| 10   | לֹא בִגְבוּרַת הַסּוּס יֶחְפָּץ; לֹא-בְשׁוֹקֵי הָאִישׁ יִרְצֶה             | Netěší ho síla koně, nemá zalíbení v svalech muže.                                              | Non in fortitudine equi voluntatem habebit nec in tibiis viri beneplacitum erit ei                                |
| 11   | רוֹצֶה יְהוָה, אֶת-יְרֵאָיו-- אֶת-הַמְיַחֲלִים לְחַסְדּוֹ              | Hospodin má zalíbení v těch, kdo se ho bojí, v těch, kdo čekají na jeho milosrdenství.          | Beneplacitum est Domino super timentes eum et in eis qui sperant super misericordia eius                          |
| 12   | שַׁבְּחִי יְרוּשָׁלִַם, אֶת-יְהוָה; הַלְלִי אֱלֹהַיִךְ צִיּוֹן               | Jeruzaléme, chval zpěvem Hospodina, chval, Sijóne, svého Boha!                                  | Alleluia. lauda Hierusalem Dominum lauda Deum tuum Sion                                                           |
| 13   | כִּי-חִזַּק, בְּרִיחֵי שְׁעָרָיִךְ; בֵּרַךְ בָּנַיִךְ בְּקִרְבֵּךְ                 | On upevnil závory v tvých branách, požehnal tvým synům v tobě.                                  | Quoniam confortavit seras portarum tuarum benedixit filiis tuis in te                                             |
| 14   | הַשָּׂם-גְּבוּלֵךְ שָׁלוֹם; חֵלֶב חִטִּים, יַשְׂבִּיעֵךְ                    | Na tvém území ti zjednal pokoj, bělí pšeničnou tě sytí.                                         | Qui posuit fines tuos pacem et adipe frumenti satiat te                                                           |
| 15   | הַשֹּׁלֵחַ אִמְרָתוֹ אָרֶץ; עַד-מְהֵרָה, יָרוּץ דְּבָרוֹ                  | Na zem vysílá svůj výrok, rychle běží jeho slovo.                                               | Qui emittit eloquium suum terrae velociter currit sermo eius                                                      |
| 16   | הַנֹּתֵן שֶׁלֶג כַּצָּמֶר; כְּפוֹר, כָּאֵפֶר יְפַזֵּר                      | Dává sníh jak vlnu, sype jíní jako popel.                                                       | Qui dat nivem sicut lanam nebulam sicut cinerem spargit                                                           |
| 17   | מַשְׁלִיךְ קַרְחוֹ כְפִתִּים; לִפְנֵי קָרָתוֹ, מִי יַעֲמֹד                | Rozhazuje kroupy jako sousta chleba , kdo odolá jeho mrazu?                                     | Mittit cristallum suum sicut buccellas ante faciem frigoris eius quis sustinebit                                  |
| 18   | יִשְׁלַח דְּבָרוֹ וְיַמְסֵם; יַשֵּׁב רוּחוֹ, יִזְּלוּ-מָיִם                 | Sešle slovo své a taje, káže vát větru a plynou vody.                                           | Emittet verbum suum et liquefaciet ea flabit spiritus eius et fluent aquae                                        |
| 19   | מַגִּיד דְּבָרָו לְיַעֲקֹב; חֻקָּיו וּמִשְׁפָּטָיו, לְיִשְׂרָאֵל               | Oznámil své slovo Jákobovi, nařízení svá a soudy Izraeli.                                       | Qui adnuntiat verbum suum Iacob iustitias et iudicia sua Israhel                                                  |
| 20   | לֹא עָשָׂה כֵן, לְכָל-גּוֹי-- וּמִשְׁפָּטִים בַּל-יְדָעוּם:הַלְלוּ-יָהּ       | Tak žádnému z pronárodů neučinil, jeho soudy nepoznaly. Haleluja.                               | Non fecit taliter omni nationi et iudicia sua non manifestavit eis                                                |

## Užití v liturgii

### V křesťanství
V římskokatolické církvi se užívá při modlitbě hodinek během laud. Užívá se i při mši svaté v církevním roce B.

### V judaismu
V židovské liturgii je žalm podle siduru součástí každodenní ranní modlitby, a to v části zvané Psukej de-zimra („Verše písní“), a tvoří s předchozím žalmem a následujícími třemi žalmy jakýsi sborový, mnohohlasý zpěv, jejichž crescendo vyjadřuje Hospodinu chválu, která se stupňuje a sílí až nakonec vyvrcholí mohutným výkřikem lásky ve slovech: „Pochválen budiž Hospodin na věky! Amen i amen. Pochválen budiž Hospodin ze Siona, Jenž sídlí v Jerusalémě! Halelujah! Pochválen budiž Hospodin Bůh, Bůh Israele, Jenž činí divy sám, a pochváleno budiž jméno Jeho slavné na věky; a naplněna budiž slávou Jeho všecka země! Amen i Amen.“ Spis Šimuš Tehilim („Užití Žalmů“), jehož autorem je zřejmě židovský učenec Chaj Ga'on (939–1038), uvádí, že recitace 147. žalmu může být prospěšná tomu, kdo byl uštknut hadem.

## Užití v hudbě
Mezi významná hudební zpracování žalmu 147 (či jeho částí) patří díla těchto autorů:
- Claudio Monteverdi
- Michel-Richard de Lalande
- Marc-Antoine Charpentier
- Jean-Baptiste Lully, částečně v Jubilate Deo
- Antonio Vivaldi
- Henry Desmarest
- Krzysztof Penderecki